# The Hollow
The Hollow is een Amerikaanse horrorfilm uit 2004 onder regie van Kyle Newman. Het verhaal van de film is deels gebaseerd op The Legend of Sleepy Hollow van Washington Irving, verwerkt tot een hedendaags scenario door Hans Rodionoff.

## Verhaal
Ian Cranston is nieuw in een stad en wordt al gelijk opgemerkt door het populairste meisje van school, Karen. Daarom wordt hij door haar vriendje, Brody, gepest. Dan komt hij erachter dat hij de achterkleinzoon is van Ichabod Crane. Ichabod heeft honderden jaren geleden de geheimzinnige ruiter verslagen. De ruiter keert terug om wraak te nemen op een van de Cranstons.

## Rolverdeling
| Acteur            | Personage               |
| ----------------- | ----------------------- |
| Kevin Zegers      | Ian Cranston            |
| Kaley Cuoco       | Karen                   |
| Nick Carter       | Brody                   |
| Ben Scott         | "The Headless Horseman" |
| Stacy Keach       | Claus Van Ripper        |
| Judge Reinhold    | Carl                    |
| Lisa Chess        | Helen                   |
| Joseph Mazzello   | Scott                   |
| Nicholas Turturro | Sheriff Duncan          |
| Eileen Brennan    | Joan Van Etten          |